# Bornella simplex
Bornella simplex is een slakkensoort uit de familie van de Bornellidae. De wetenschappelijke naam van de soort is voor het eerst geldig gepubliceerd in 1904 door Eliot.